# Rikke Dybdahl
Rikke Dybdahl (født 21. juni 1997) er en kvindelig dansk fodboldspiller, der spiller som angriber for FC Midtjylland.

## Karriere
Dybdahl har tidligere spillet for Thisted FC indtil 2013, hvor hun skiftede til Team Viborg. I 2014 skiftede hun sig til Vildbjerg SF, hvor hun spillede fire år indtil 2018. I 2018 underskrev hun en kontrakt med FC Thy-Thisted Q, og har siden tilgangen til klubben været hun været en vigtig profil på holdet.
Samme sæson, som hun skiftede til FC Thy-Thisted Q, rykkede klubben op i Elitedivisionen, hvor holdet endte på en samlet fjerde plads.
I sæsonen 2019-20 var hun den fjerde mest scorede spiller i Elitedivisionen med 9 mål.
I december 2022 skiftede den daværende ligatopscorer til storklubben Fortuna Hjørring.
I januar 2024 blev hun udlejet til den spanske Liga F-klub Sporting Club de Huelva på en halvårig aftale.

## International karriere
Hun har tidligere optrådt for både U/17- og U/19-landsholdet, flere gange. Hun fik debut for Danmarks U/23-kvindefodboldlandshold i November 2019, mod Holland.